# オトモダチフィルム
『オトモダチフィルム』は、オーイシマサヨシの2作目のシングル。2018年5月23日にKADOKAWAより発売された。

## 概要
前作『君じゃなきゃダメみたい』から3年9ヶ月ぶりの発売となった。表題曲はテレビアニメ『多田くんは恋をしない』のオープニングテーマで、アニメ作品に合わせてカメラをモチーフとした楽曲となっている。タイトルの「オトモダチフィルム」とは「お友だちのままアルバムにしまった恋」という意味が込められている。
同アニメの主題歌を担当するにあたり、大石が3話までのシナリオを読んだところ、その内容がコミカルだったため、ラブコメの楽曲を書いたところ、アニメスタッフに「コミカルな要素が強い」と言われる。その後、全話のシナリオを読んだところ、ラブストーリー的な要素が強い作品だったことから、告白ソングとして書き直し、「オトモダチフィルム」を完成させた。
ミュージックビデオは監督を篠田利隆が務め、ELEVENPLAYのNONによる振付のダンスが取り入れられた。
また、表題曲は大石がMCを務めるニコニコ生放送の音楽バラエティ番組『オーイシ×加藤のニコ生☆音楽王』の2018年4月度のエンディングテーマとしても使用された。
カップリングの「ぜんぶ君のせいだ」は、上記のように第1稿としてアニメスタッフに提出した楽曲であり、コミカルポップな楽曲となっている。また、「君じゃなきゃダメみたい」に次ぐ"君シリーズ"であるとも語っている。
2021年現在発売されているオーイシマサヨシ名義でのシングル作品で、唯一表題曲がアルバム収録されていないタイトルである。

## シングル収録内容
| 全作詞・作曲・編曲: 大石昌良。 |                                      |          |            |      |
| #                              | タイトル                             | 作詞     | 作曲・編曲 | 時間 |
| 1.                             | 「オトモダチフィルム」               | 大石昌良 | 大石昌良   | 3:31 |
| 2.                             | 「ぜんぶ君のせいだ」                 | 大石昌良 | 大石昌良   | 3:13 |
| 3.                             | 「オトモダチフィルム」(Instrumental) | 大石昌良 | 大石昌良   | 3:30 |
| 4.                             | 「ぜんぶ君のせいだ」(Instrumental)   | 大石昌良 | 大石昌良   | 3:12 |
| 合計時間:                      | 合計時間:                            | 13:26    |            |      |

## タイアップ
オトモダチフィルム
テレビアニメ『多田くんは恋をしない』オープニングテーマ
ニコニコ生放送 音楽バラエティ番組『オーイシ×加藤のニコ生☆音楽王』2018年4月度エンディングテーマ

## カバー
- Poppin'Party（Vo：戸山香澄 / CV：愛美） - ゲーム『バンドリ! ガールズバンドパーティ!』に収録（2019年2月10日追加）[9]。